# Хімічний склад природних вод
Хімічний склад природних вод — це комплекс розчинених газів, мінеральних солей та органічних сполук, що знаходяться в природних водах. Сучасні фізико-хімічні методи дають змогу визначити понад 80 хімічних елементів, присутніх у гідросфері Землі. Проте багато елементів міститься в природних водах у надзвичайно малих кількостях, які не можливо виявити внаслідок недостатньої чутливості методів аналізу. Хімічний склад природних вод — важлива складова частина поняття якості води, враховується при організації водопостачання, дослідженнях процесів забруднення вод морів, річок, озер, водосховищ, ставків, скиданні стічних вод після очищення у водотоки та водойми, при плануванні заходів з охорони вод.

## Групи хімічних компонентів
Хімічний склад природних вод у гідрохімії умовно поділяється на сім груп:
- розчинені гази — кисень, азот, сірководень, діоксид вуглецю та ін.;
- головні (основні) іони (макрокомпоненти): аніони — гідрокарбонати (HCO−
3), сульфати (SO2−
4), хлориди (Cl−); катіони — кальцій (Ca2+), магній (Mg2+), калій (K+), натрій (Na+);
- біогенні речовини — сполуки азоту (NO−
2, NO−
3, NH+
4), фосфору (PO3−
4), кремнію, заліза;
- органічні речовини — різноманітні органічні сполуки, які належать до органічних кислот, складних ефірів, гумусових речовин, азотовмісних сполук (білки, амінокислоти) тощо;
- мікроелементи — всі метали, крім тих, що увійшли до головних іонів;
- радіоактивні елементи — пізніше виділені в окрему групу з мікроелементів, враховуючи специфіку походження, фізичні властивості та вплив на життєдіяльність організмів (В. К. Хільчевський,1997);
- специфічні забруднюючі речовини — пестициди, синтетичні поверхнево-активні речовини, феноли, нафтопродукти тощо.

## Окремі показники
Особливе значення мають іони водню, які містяться в природних водах у надзвичайно малих кількостях, проте є надзвичайно важливими для хімічних і біологічних процесів (показник pH).
Крім наведених, до якісних характеристик складу природної води належать твердість, лужність, окиснюваність, які зумовлені сукупністю кількох компонентів складу води.
Важливим є інтегральний показник мінералізація води — сума всі визначених при аналізі мінеральних речовин у мг/дм³ (г/дм³), які містяться у даній воді. Понад 90 % мінералізації природних вод становлять головні іони.
В океанології замість мінералізації використовують поняття солоність води (вимірюється в проміле — ‰).
Близьке до мінералізації поняття сума іонів — сума всіх видів іонів, концентрація яких перевищує 0,1 мг/дм³.
Сухий залишок (застаріла характеристика в гідрохімії, але використовується у водопровідній практиці стосовно питної води) — загальна маса речовини, отримана після випаровування фільтрованої води і подальшого висушування осаду при температурі 105 град. С до постійної маси (мг/дм3, г/дм3). Близький до поняття мінералізація води.

## Спеціальні аналізи хімічного складу вод
Це аналізи вод, які передбачають визначення:
- ступеня забруднення води з метою виявлення її придатності для пиття та інших видів водопостачання (санітарний аналіз);
- придатності води для закачування в продуктивні пласти як витіснювального агента (технічний аналіз);
- лікувальних властивостей води (бальнеологічний аналіз) і т. д.